# Chantal Reusken
Chantal Reusken, mit vollständigem Namen Chantal Bernadette Elisabeth Maria Reusken (* 1969 in Haaksbergen) ist eine niederländische Virologin. Sie ist weltweit bekannt für ihre Beiträge zur Forschung an der MERS-CoV-Infektion, aber auch bei der Entwicklung des ersten RT-PCR-Tests auf SARS-CoV-2 war sie wesentlich beteiligt.

## Leben
Reusken wuchs in Haaksbergen auf, wo sie die Bouwmeester Schule besuchte und 1987 das VWO-Zeugnis der Hochschulreife erwarb. Sie studierte an der Universität Wageningen Pflanzenschutz und Virologie, 1992 erhielt sie den Abschluss als Master of Science. Im letzten Studienjahr studierte sie zusätzlich an der Stony Brook University.
1997 wurde sie an der Universität Leiden promoviert (PhD). Nach einem Jahr als Postdoc am Institut für Tierhaltung und Tiergesundheit – Dienst für Landwirtschaftliche Forschung (ID-DLO) an der Uni Wageningen in Lelystad kehrte sie für weitere 7 Jahre als Wissenschaftlerin nach Leiden zurück, diesmal an die medizinische Abteilung der Universität.
Vom Juli 2005 bis Anfang 2014 war sie in verantwortlichen Positionen am Reichsinstitut für Volksgesundheit und Umwelt (RIVM). Zunächst leitete sie das Projekt Virale Zoonosen am Labor für Zoonosen und Umweltmikrobiologie im Zentrum für Infektionsbekämpfung (CIb). Seit Anfang 2011 leitete sie dort die Abteilung für die Untersuchung und Bekämpfung seltener und neu aufkommender Viruserkrankungen.
Anfang 2014 wechselte sie zum EMC Rotterdam (Erasmus-Universität Rotterdam) als leitende Wissenschaftlerin für Virologie im öffentlichen Gesundheitswesen. Im Februar 2017 wurde sie dort auf eine Assistant Professur berufen, die sie bis zum Juli 2020 hielt. Seit 2016 ist sie Koordinatorin des EVD-LabNet, das die europäischen nationalen virologischen Referenzlabore im Kampf gegen neu aufkommende virale Erkrankungen vereint.
Im Oktober 2018 trat sie zudem als Top-Expertin für Virologie wieder ins RIVM ein.

## Wissenschaftliches Werk
Reuskens Forschungsarbeiten betreffen unter anderem das Zika-Virus und seine Verwandtschaft, die Flaviviridae, sowie die Coronaviridae wie SARS-CoV-2 und MERS-CoV.
Sie ist Mit-Herausgeberin der Zeitschriften Infection Ecology & Epidemiology und Eurosurveillance.
Sie hat laut Google Scholar einen h-Index von 60, laut Scopus einen von 50 (Stand Januar 2023).
Auf der Suche nach den Ursprüngen des MERS-Virus untersuchte Reusken das Blut von Dromedaren und anderen Kamelen sowie verschiedenen Wiederkäuern aus verschiedenen Weltgegenden und fand bei den Dromedaren aus Oman und von den kanarischen Inseln Antikörper, die gegen den MERS-Erreger wirken. Damit war zumindest der Beweis erbracht, dass diese in Gefangenschaft lebenden Tiere mit einem MERS-ähnlichen Erreger Kontakt gehabt hatten.
Viele Zeitungen weltweit, unter anderem The Independent, The Daily Telegraph, das Time magazine und die New York Daily News brachten am 8. und 9. August 2013 Artikel über diese Entdeckung,
ebenfalls das Deutsche Ärzteblatt und die Süddeutsche Zeitung.
In der Folgezeit brachte sie gemeinsam mit anderen Wissenschaftsteams weitere Belege, dass Dromedare der wesentliche Zwischenwirt bei MERS sind.
In der Frühphase der COVID-19-Pandemie führte sie gemeinsam mit Adam Meijer ein Team vom RIVM, das gemeinsam mit Wissenschaftlern vom EMC und der Charité unter Gesamtleitung Christian Drostens den weltweit ersten RT-PCR-Test auf das neue Coronavirus entwarf.
Chantal Reusken wird in Pressegesprächen auch zu komplexen Zusammenhängen in der Coronavirus-Pandemie befragt. Zum Beispiel ist wissenschaftlich bekannt, dass Untersuchungen auf das Vorkommen von Antikörpern gegen bestimmte Krankheitserreger in der Bevölkerung (fachsprachlich: epidemiologische Seroprävalenzstudien) mit vermeidbaren und mit unvermeidlichen Ungenauigkeiten behaftet sind. Sie gab im April 2020 Joep Engels von Trouw eine Beschreibung der vielfältigen Ursachen dieser Probleme.